# LG Twins
Die LG Twins  (Koreanisch: LG 트윈스) sind ein professioneller südkoreanischer Baseballverein aus Seoul  der in der KBO-League, der höchsten Baseball-Liga Südkoreas spielt.

## Geschichte
Der Verein wurde 1982 in Seoul von der die südkoreanische Rundfunkgesellschaft MBC als „MBC Cheongryong“ gegründet. 1990 übernahm  „Lucky GoldStar“ die Leitung und schließlich wurde das Team in „LG Twins“ umbenannt. Bisher konnten die LG Twins drei Mal den Titel in der KBO-League holen.

## Erfolge
1990, 1994 und 2023 gewannen die LG Twins die Korean Series.

## Spielstätte
Die Heimspiele der LG Twins werden im Baseballstadion Jamsil ausgetragen, welches im Seouler Stadtteil Jamsil liegt. Das Stadion teilen sie sich mit ihrem Rivalen, den Doosan Bears.